# Gottfried Clossen
Gottfried Clossen (eller Kloss, Klossen, Kloos), död 1740, var en orgelbyggare från Danzig. Han var organist i Sankt Johanneskyrka (Riga) mellan 1728 och 1740.

## Gesäller
- Jonas Wistenius.[1]

## Orglar
Lista över orglar byggda av Gottfried Clossen med ursprunglig disposition.
| År        | Ursprunglig kyrka        | Stift | Manualer | Pedal        | Stämmor | Bevarad orgel/fasad | Övrigt                  |
| --------- | ------------------------ | ----- | -------- | ------------ | ------- | ------------------- | ----------------------- |
| 1728-1734 | Sankt Peterskyrkan, Riga |       | 3        | Självständig | 43      | Nej/Nej             |                         |
| 1738      | Rigas domkyrka           |       |          |              |         |                     | Reparerade orgeln 1738. |